# Ezzo de Lotharingie
Ezzo (également nommé Erenfrid), né vers 955 et mort le 21 mai 1034 à Saalfeld en Thuringe, fut comte palatin de Lotharingie. Il est l'ancêtre de la dynastie des Ezzonides. 

## Biographie
Ezzo est le fils aîné et héritier du comte palatin Hermann Ier de Lotharingie († 996) et de son épouse Heylwige de Dillingen, de la famille de saint Ulrich d'Augsbourg qui a aidé à son éducation. Il épousa Mathilde (978-1025), fille de l'empereur Otton II et Théophano Skleraina.
En vue d'un approvisionnement satisfaisant de sa femme, Ezzo a reçu de nombreux comtés et terrains en Basse-Lotharingie et également le domaine de Saalfeld en Thuringe. Il devient l'un des seigneurs les plus puissants du Saint-Empire sous le règne de son beau-frère l'empereur Otton III et ses enfants se virent attribuer des hautes fonctions. Candidat au trône impérial après sa mort, Ezzo n'y renonce que contre l'attribution de fiefs importants: Kaiserswerth, Duisburg, et Saalfeld. Après un conflit prolongé, il est resté fidèlement attaché au nouveau roi Henri II.
Vers 1024, Ezzo fonde l'abbaye bénédictine de Brauweiler, où il est inhumé avec son épouse.

## Union et postérité

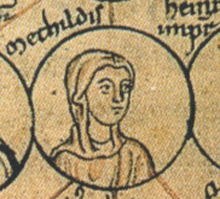
Mathilde de Germanie.

Ezzo épousa Mathilde de Germanie, avec qui il a notamment :
- Liudolf († 1031), époux de Mathilde, comtesse de Zutphen ;
- Otton († 1047), comte palatin de Lotharingie et duc de Souabe ;
- Hermann († 1056), archevêque de Cologne ;
- Richezza  († 1063), épouse de Mieszko II de Pologne dit « L'Indolent », roi de Pologne de la dynastie Piast.